# Jüdischer Friedhof (Hermeskeil)

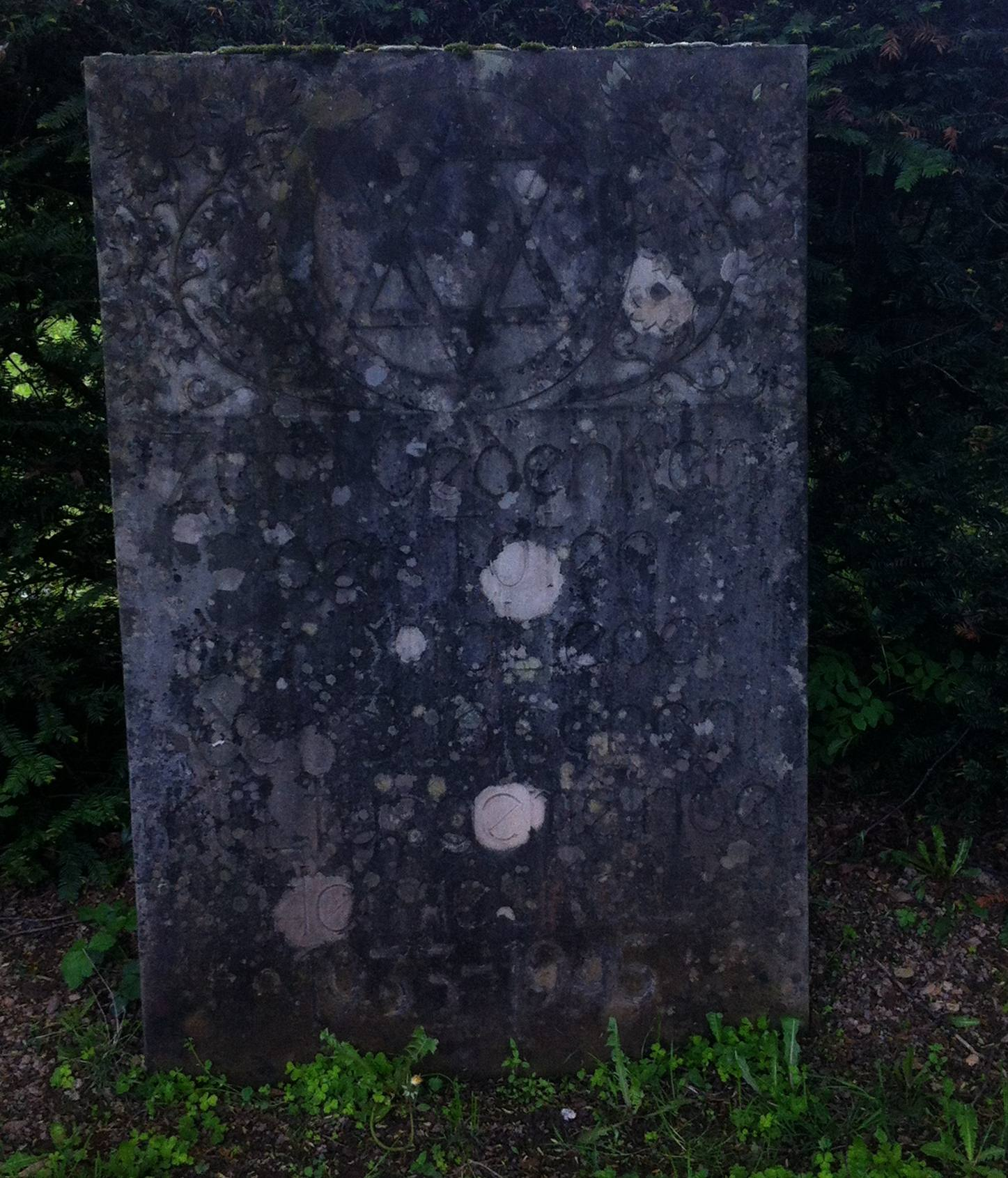
Gedenkstein auf dem ehemaligen jüdischen Friedhof in Hermeskeil

Der Jüdische Friedhof Hermeskeil ist ein Friedhof in der Stadt Hermeskeil im Landkreis Trier-Saarburg in Rheinland-Pfalz. Er steht als Kulturdenkmal unter Denkmalschutz.
Der jüdische Friedhof liegt in unmittelbarer Nähe zum christlichen (evangelischen) Friedhof an der Züscher Straße / Straße Zum Ringgraben.
Auf dem Friedhof, der im Jahr 1880 angelegt und bis Anfang des 20. Jahrhunderts belegt wurde, befinden sich keine Grabsteine mehr. Er wurde im Jahr 1938 verwüstet. Ein Gedenkstein erinnert an die hier beigesetzten Toten der jüdischen Gemeinde Hermeskeil.

## Geschichte
Im Zweiten Weltkrieg wurden auf dem zerstörten Friedhof die Toten aus dem SS-Sonderlager Hinzert begraben. Sie wurden im März 1946 exhumiert und in der Gedenkstätte Hinzert beerdigt. Der Friedhof in Hermeskeil wurde – soweit möglich – wieder hergerichtet.

### Friedhofsschändungen
- Im Sommer 1929 wurde der Friedhof erstmals schwer geschändet. Dabei wurden zwei Grabsteine umgeworfen und „in der gemeinsten Weise beschmutzt“, das heißt vermutlich mit NS-Parolen oder -Symbolen beschmiert.
- Im September 1929 wurden sämtliche Grabsteine umgestürzt und zerstört.